# Maria Concetta Cacciola
Maria Concetta Cacciola, née le 30 septembre 1980 à Taurianova et morte le 20 août 2011 à Rosarno, est une femme italienne ayant collaboré avec la justice contre la 'Ndrangheta, morte assassinée par sa famille appartenant au clan Bellocco.

## Biographie

### Contexte familial et social
Maria Concetta Cacciola est née à Taurianova et vit à Rosarno dans une famille puissante de la mafia calabraise, la 'Ndrangheta, apparentée avec les deux autres familles de Rosarno, la famille Bellocco par son oncle, Gregorio Bellocco et la 'Ndrina Pesce (en). La 'Ndrangheta est une affaire de famille, d'hommes de la famille plus précisément. Elle est sans doute la plus rétrograde des mafias d'Italie, qui perpétue des règles féodales : du mariage forcé à la totale soumission des femmes, sous peine de mort. Les fils sont destinés à appartenir à la nouvelle génération de chefs mafieux, les filles à épouser ces mafiosi. Les liens du sang sont considérés comme sacrés et ne peuvent être rompus pour aucune raison. Par conséquent, collaborer avec la justice, se rebeller contre la famille, est une trahison inacceptable,,.
Maria Concetta Cacciola fréquente, dès son adolescence, Salvatore Figliuzzi. Il l'épouse alors qu'elle n'a que treize ans, surtout pour entrer dans le clan Bellocco. Comme dans le cas de Lea Garofalo, le mariage avec la fille d'un chef de clan n'est pas une affaire d'amour mais un moyen de grimper dans la hiérarchie mafieuse. De fait, le mariage n'a rien d'une romance, Salva Figliuzzi est violent, il lui est arrivé de pointer une arme sur le front de sa femme. À quinze ans, Maria Concetta Cacciola a le premier de leurs trois enfants,,.

### La rébellion
Lorsqu'en 2002 Salvatore Figliuzzi est condamné à huit ans de réclusion pour association mafieuse et incarcéré, ce n'est pas une libération pour Maria Concetta Cacciola car son père et son frère l'enferment chez eux avec ses enfants, loin de tout contact, selon le code d'honneur de la 'Ndrangheta qui oblige les jeunes femmes à vivre dans la réclusion, quand leurs maris sont en prison. Cependant, Maria Concetta Cacciola mène, sur internet, une relation amoureuse avec un homme. Dès qu'ils soupçonnent une liaison extraconjugale, son père et son frère la rouent de coups pour avoir déshonoré sa famille : « C'est ton mariage et tu le gardes toute ta vie ». C'est aussi sur internet qu'elle découvre, comme d'autres femmes dans sa situation, le monde au-delà de sa vie quotidienne. « La plupart de ces femmes ne sortent pas de la Calabre. Après le lycée, on les prive d’université parce que cela signifierait à les envoyer hors de leur région natale. Elles vivent dans une bulle mafieuse, pour elles c’est normal, c’est une sorte de Truman Show à échelle calabraise » (Lirio Abbate).
Alors qu'elle se rend au commissariat le 11 mai 2011, convoquée pour une affaire banale concernant son fils Alfonso, l'aîné, Maria Concetta Cacciola déclare vouloir révéler ce qu'elle sait de sa famille et de leurs agissements. Elle prend cette décision pour échapper à sa vie de violence et de peur et donner un meilleur avenir à ses enfants. Pour ne pas éveiller de soupçons, elle se rend à plusieurs reprises à la caserne des carabiniers où des magistrats prennent sa déposition, sous couvert de l'affaire de son fils. Elle court un grand risque : si sa famille apprend qu'elle fournit des informations, ils la tueront. Dans la nuit du 29 au 30 mai, Maria Concetta Cacciola devient officiellement témoin de justice, est placée dans le programme de protection et transférée en secret d'abord à Cassano all'Ionio puis plus loin, à Bolzano et à Gênes, sans contact avec sa famille. Elle choisit de laisser ses enfants aux soins de sa mère, pensant que celle-ci la comprendra et la soutiendra. Elle lui écrit : « J'ai été mariée à 13 ans. Cela a détruit nos vies. C'est tout ce que je ne voulais pas. Je voulais la paix, ressentir l'amour, être moi-même. La vie ne m'a apporté que de la douleur. »,.
Ses enfants s'avèrent être son point faible, ils sont le seul lien qui la lie encore à Rosarno et sa famille les utilise comme instruments de chantage pour faire pression sur elle. On lui fait comprendre que si elle ne revient pas, elle ne les reverra pas. Alors qu'elle vit clandestinement à Gênes, Maria Concetta Cacciola téléphone à ses enfants et révèle à sa mère où elle se trouve. Ses parents arrivent aussitôt pour la ramener en Calabre et son père essaie de lui faire dire ce qu'elle a révélé à la justice. Se rendant compte qu'elle est en danger, elle appelle le Service de protection dont les hommes viennent la chercher,.

### Retour à Rosarno
De retour à Gênes, elle continue de subir une pression insupportable de la part de ses parents, ils lui promettent que, si elle retire tout ce qu'elle a dit, ils lui pardonneront et elle reverra ses enfants. Maria Concetta Cacciola cède, bien que sachant parfaitement que la 'Ndrangheta ne pardonne jamais, et retourne à Rosarno le 8 août 2011 pour embrasser ses enfants. Il apparaît d'une conversation téléphonique avec une de ses amies, interceptée par la police, qu'elle ne se fait pas d'illusion sur le sort qui l'attend : « Je sais ce qui se passe. Je reviens, ils me font me rétracter et puis ils me tuent, j'ai peur de revenir, mais je dois le faire pour mes enfants ».  
Le 12 août, deux avocats lui font signer une rétractation et enregistrer une cassette. Très vite, elle regrette ce geste et essaie encore de s'échapper, demande de l'aide. La police doit venir la chercher, elle et ses enfants mais, entre sa peur, un enfant malade, etc., elle retarde le moment. Deux jours après son dernier contact avec la police, le 20 août 2011, elle est retrouvée mourante dans la salle de bain après avoir ingéré de l'acide chlorhydrique. L'acide lui a brûlé la bouche, cette bouche qui a trop parlé. Trois jours plus tard, alors que les obsèques ne sont même pas encore célébrées, ses parents portent plainte devant le parquet de Palmi. Ils présentent leur fille comme déséquilibrée, déprimée et accusent les autorités de l'avoir poussé au suicide. Ils déposent la lettre et la cassette audio dans lesquelles elle déclare n'avoir parlé à la justice que pour se venger de son père et de son frère,. Une campagne de presse s'ensuit durant laquelle les magistrats et les enquêteurs sont accusés d'avoir profité de la mauvaise santé mentale de la jeune femme. Il apparaîtra au cours du procès, à la suite de la déposition de Vittorio Pisani, un des deux avocats, que cette campagne était orchestrée par l'avocat Gregorio Cacciola dans le but de délégitimer la manière dont les témoins de justice étaient traités et, ainsi, de décourager des collaborations futures.

### Le «procès de la honte» (Il processo Onta)
Le suicide paraît cependant hautement improbable, au vu du caractère de Maria Concetta Cacciola, de la surveillance permanente exercée par sa famille et de la méthode employée, qui est une signature typique de la mafia. L'enquête démontre également que la lettre et la cassette ont été réalisées sous la contrainte.
Anna Rosalba Lazzaro, la mère, est condamnée à trois ans de prison, Michele Cacciola, le père, à six ans et six mois de prison et Giuseppe Cacciola, le frère, à cinq ans et huit mois. L'avocat Vittorio Pisani est condamné à quatre ans et six mois de prison puis décide de collaborer, l'avocat Gregorio Cacciola à quatre ans et huit mois de prison. En plus de la condamnation pour avoir maltraité leur fille, Anna Rosalba Lazzaro et Michele Cacciola sont également condamnés à dix mois de prison pour la première et deux ans et six mois de prison pour le deuxième pour maltraitance sur leurs petits-enfants dans le but de porter atteinte à leur intégrité psychologique, morale et physique afin de persuader leur mère de revenir sur ses accusations. 
Le procureur général Giovanni Musarò, entendu par la Commission parlementaire anti-mafia, soutient que Maria Concetta Cacciola était un témoin fiable, qu'elle était terrifiée mais que ses déclarations ont permis d'importantes opérations de police judiciaire.

## Hommages
De nombreuses initiatives sont dédiées à Maria Concetta Cacciola.
En 2014, un concours « Le courage du choix » est organisé à Rosarno en sa mémoire.
La commune de Lamezia Terme consacre une semaine entière du 5 au 10 mars 2012 à Giuseppina Pesce, Maria Concetta Cacciola et Lea Garofalo, les trois femmes calabraises qui se sont rebellées contre la 'Ndrangheta et leurs familles, en payant, pour deux d'entre elles, le prix de leur vie pour se libérer du joug de la mafia. Cette semaine est marquée par différents événements autour de la condition des femmes.

## Conséquences
Les autorités disent que l'histoire de Maria Concetta Cacciola n'est pas un cas unique. Elles enquêtent sur une dizaine de prétendus suicides dans lesquels la 'Ndrangheta est soupçonnée d'être impliquée. Des femmes ont survécu, comme Giuseppina Pesce, une des premières femmes, avec Lea Garofalo, à s'être opposée à sa famille. Elle vit maintenant sous protection.
Roberto Di Bella, le président du tribunal pour enfants de Reggio de Calabre s'est engagé dans le soutien aux femmes et aux enfants qui veulent échapper à la 'Ndrangheta. De 2011 à 2016, il retire plus de 40 enfants de la garde de leur famille mafieuse en raison de mauvais traitements. De plus en plus de femmes et d'enfants demandent de l'aide dit-il. Effectivement, les statistiques du Ministère de la justice italien montrent que le nombre de femmes de la 'Ndrangheta ayant collaboré avec la justice a doublé entre 2005 et 2016. Mais Lirio Abbate ne considère pas qu'il s'agisse d'une tendance de fond, mais plutôt de cas isolés : « Il y a des exemples de collaborations, oui, mais il s’agit des cas isolés, et qui n’ont été suivis qu’en moindre partie. Une grande majorité de femmes est encore empêtrée dans une culture primordiale, non parce qu’elles y sont contraintes, mais parce qu’il s’agit pour elles de la normalité. Ces femmes ne se rendent tout simplement pas compte. » ,.
Avec l'histoire de Maria Concetta Cacciola, la justice italienne prend conscience de l'importance de la tutelle des enfants pour qu'ils ne deviennent pas des instruments de chantage et fragilisent encore davantage leur mère. Si les enfants restent dans la famille mafieuse, les mères finissent tôt ou tard par reprendre contact et alors, c'est la fin,.